# Elizabeth Sellars
Elizabeth Macdonald Sellars, född 6 maj 1921 i Glasgow, Skottland, död 30 december 2019 i Claviers, Frankrike, var en skotsk skådespelerska.

## Rollista i urval
- 1950 – Madeleine
- 1952 – Jagad
- 1954 – Barfotagrevinnan
- 1954 – Förbjuden last
- 1958 – Brott och skratt
- 1960 – Det perfekta inbrottet
- 1963 – 55 dagar i Peking
- 1964 – Det dolda brottet
- 1973 – Föraktet